# برناردو سيجورا
برناردو سيجورا (بالإسبانية: Bernardo Segura) هو منافس ألعاب قوى مكسيكي، ولد في 11 فبراير 1970 في San Mateo Atenco ‏ في المكسيك.

## وصلات خارجية
- برناردو سيجورا على موقع الاتحاد الدولي لألعاب القوى (الإنجليزية)
- برناردو سيجورا على موقع اللجنة الأولمبية الدولية (الإنجليزية)
- برناردو سيجورا على موقع أوليمبيديا (الإنجليزية)